# Siaröfortet
Siaröfortet ligger på Kyrkogårdsön väst om Siarö i Stockholms skärgård, vid Furusundsleden, och utgjorde tillsammans med Ängsholmsfortet Vaxholms yttre befästningslinje. Fortet var från början planerat att uppföras på Siarö, därav namnet. Man ändrade sig dock och byggde istället på Kyrkogårdsön. Namnet Kyrkogårdsön kommer av att det fanns en gammal begravningsplats för koleraoffer på ön.

## Bakgrund
Beslut om en förstärkning av Vaxholms fästning genom Vaxholms yttre befästningslinje togs 1914. När första världskriget bröt ut började man byggandet av Siaröfortet 1916. Slutbesiktningen kunde dock inte ske förrän 1924, efter att kriget var slut 1918. Som en del av försvaret av inloppet till Stockholm ingick också en kanonanläggning uppe på Ljusterö huvud.

## Fortet

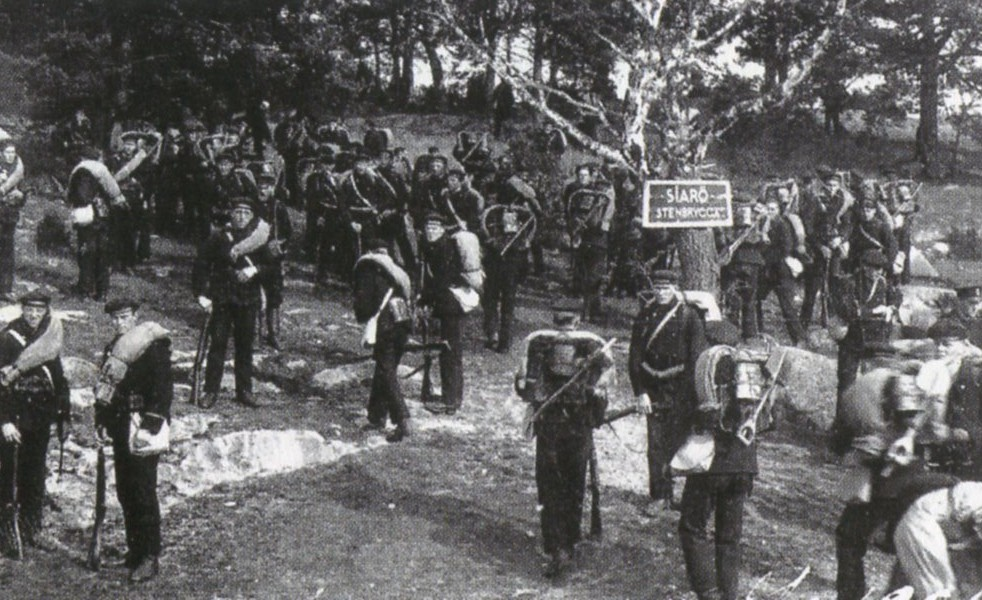
Kustartilleriet på Siarö, 1924.

Anläggningen består av ett huvudverk som är nedsprängt i berget. Betongtaket har en tjocklek av fyra till sex meter. I huvudverket fanns även stridsledning, ammunitionsförråd och förläggning för besättningen. Via en tunnel kunde man nå de strandnära utanverken. Huvudbeväpningen bestod av två 15,2 cm m/1898 kanoner i enkeltorn som kom från pansarskeppet HMS Svea (sjösatt redan 1885). Vid stranden fanns fyra snabbskjutande 57 mm kanoner och en stor höj- och sänkbar 5.000 watt strålkastare. Två observationskupoler av stål på fortets hjässa användes för eldledning. Hela östra, norra och västra sidan var omgiven av taggtrådshinder, vars rester fortfarande finns kvar. Inne i berget fick cirka 270 soldater plats, här fanns sovrum, matsalar, kök, toaletter, kontor och förråd för mat, vatten och vapen.
Redan som färdigställd försvarsanläggning fick Siaröfortet underkänt p.g.a. alltför fuktiga övernattningslokaler inne i berget varför man förbjöd övernattningar för värnpliktiga inne i fortet under fredstid. När andra världskriget bröt ut 1939, betraktades fortet som omodernt. Anläggningen användes dock för militärövningar fram till 1960-talet, då det lämnades och började förfalla.

## Nutid
På 1990-talet började man rusta upp fortet för att använda anläggningen som militärmuseum och turistmål, idag är både logementet och fortet i mycket gott skick. Idag bedriver Antrophia Rederi AB vandrarhem och konferenscenter i de gamla kasernerna. Man anordnar också guidade turer ner i fortet. Antrophia har under sommaren regelbundna turer till fortet. Anläggningen ägs och förvaltas av Statens fastighetsverk.

## Bilder

### Exteriör

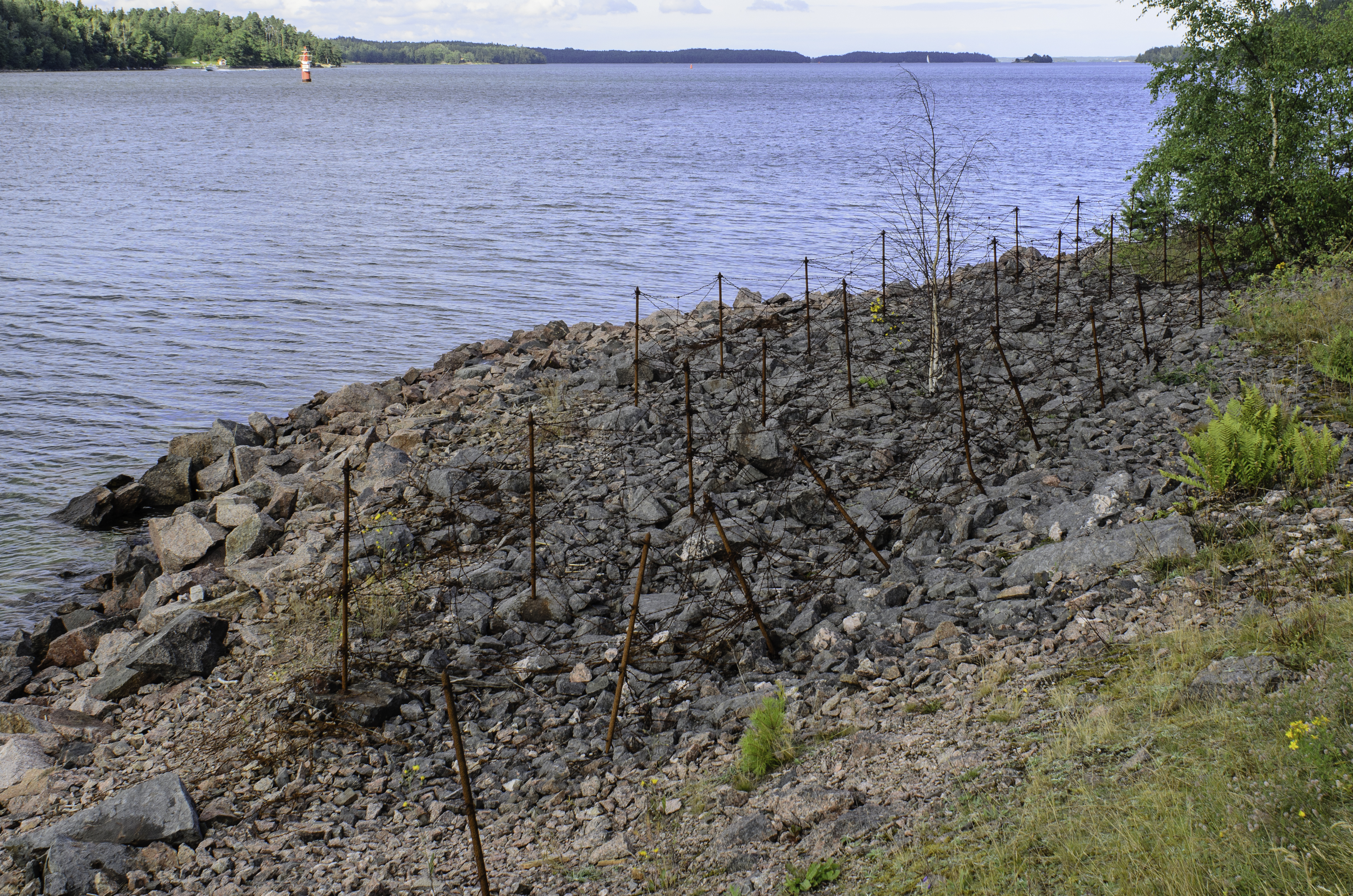
Bevarade taggtrådshinder.
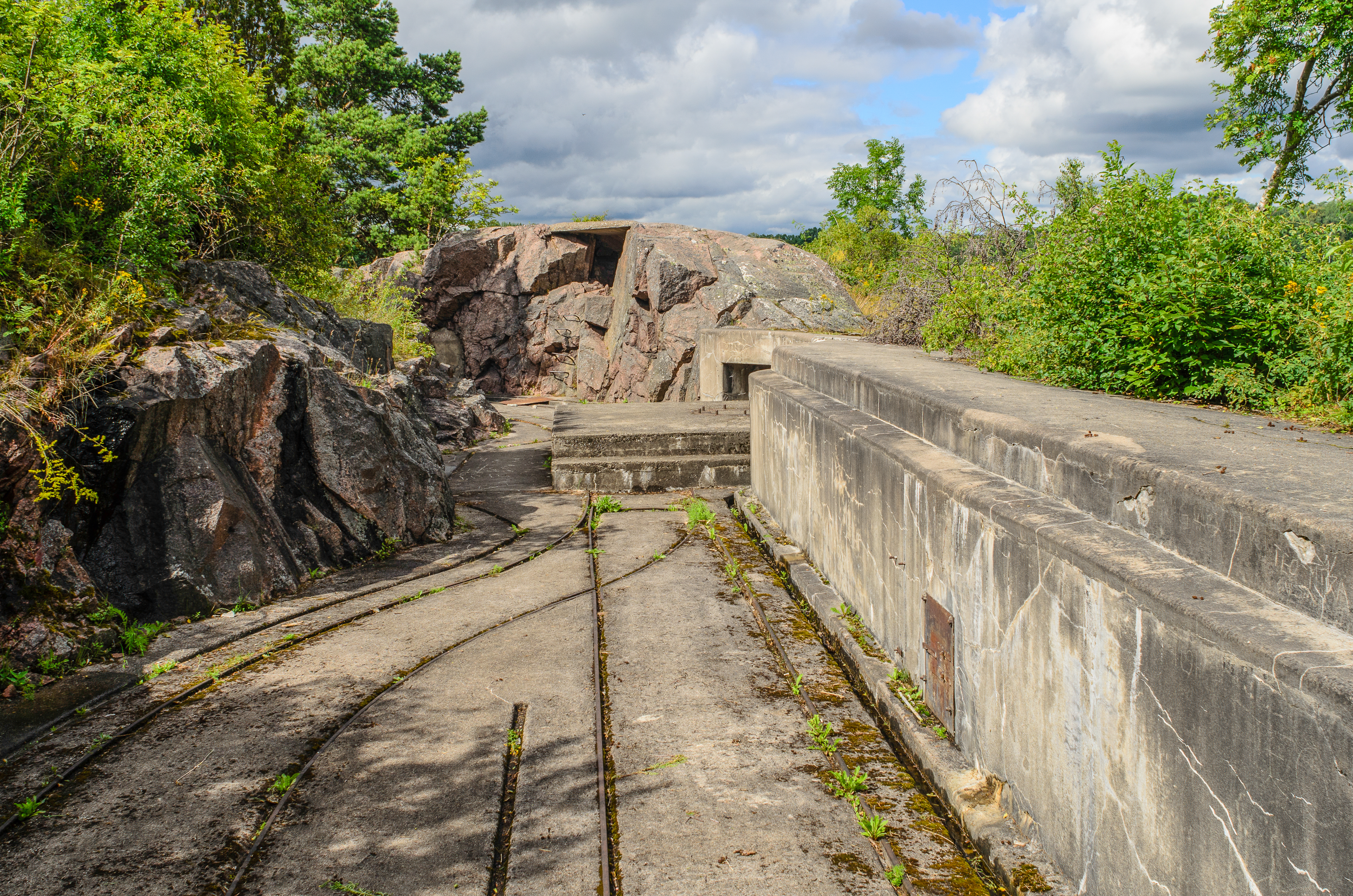
Räls för strålkastarna.
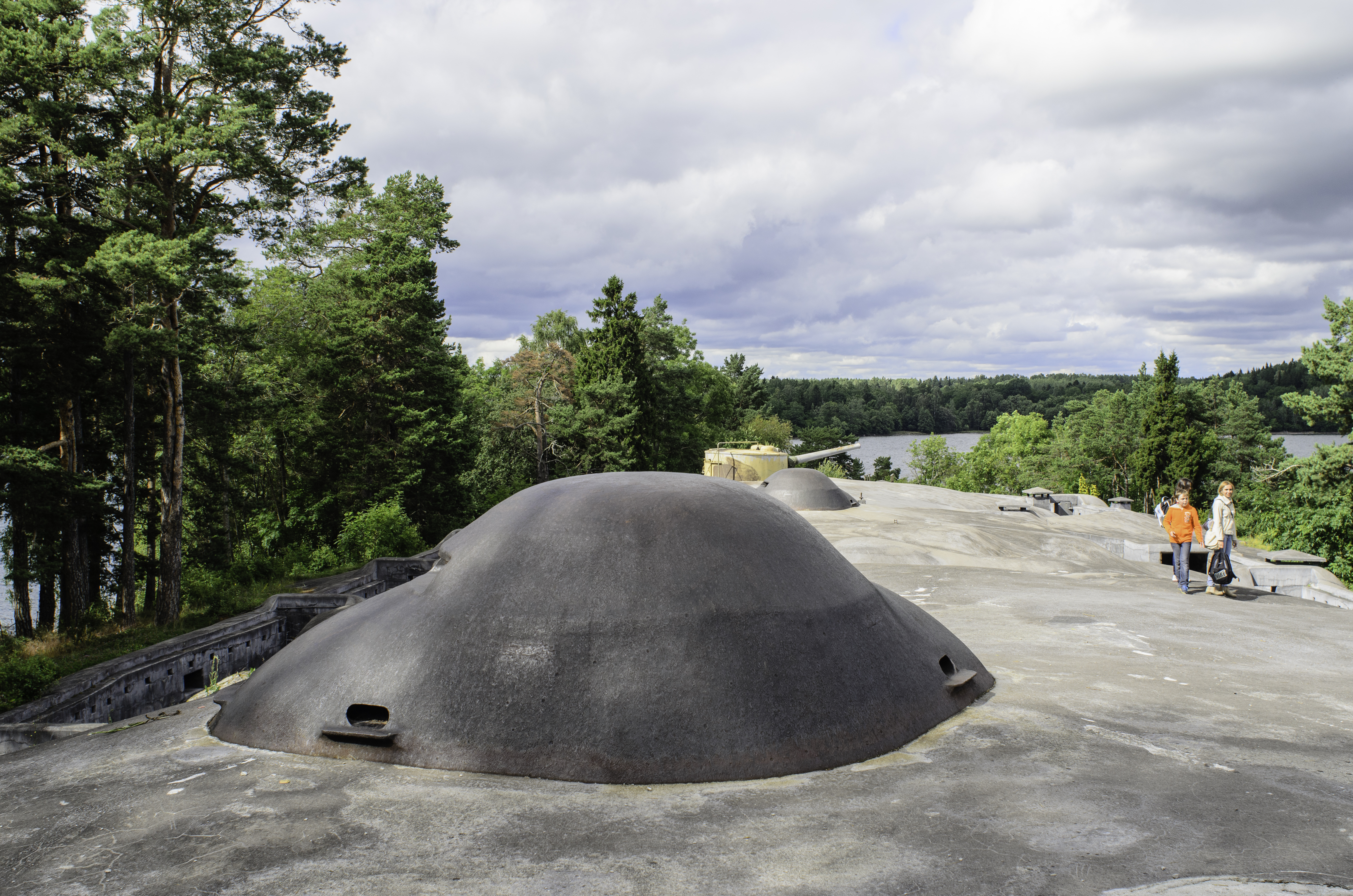
Övre delen av fortet.
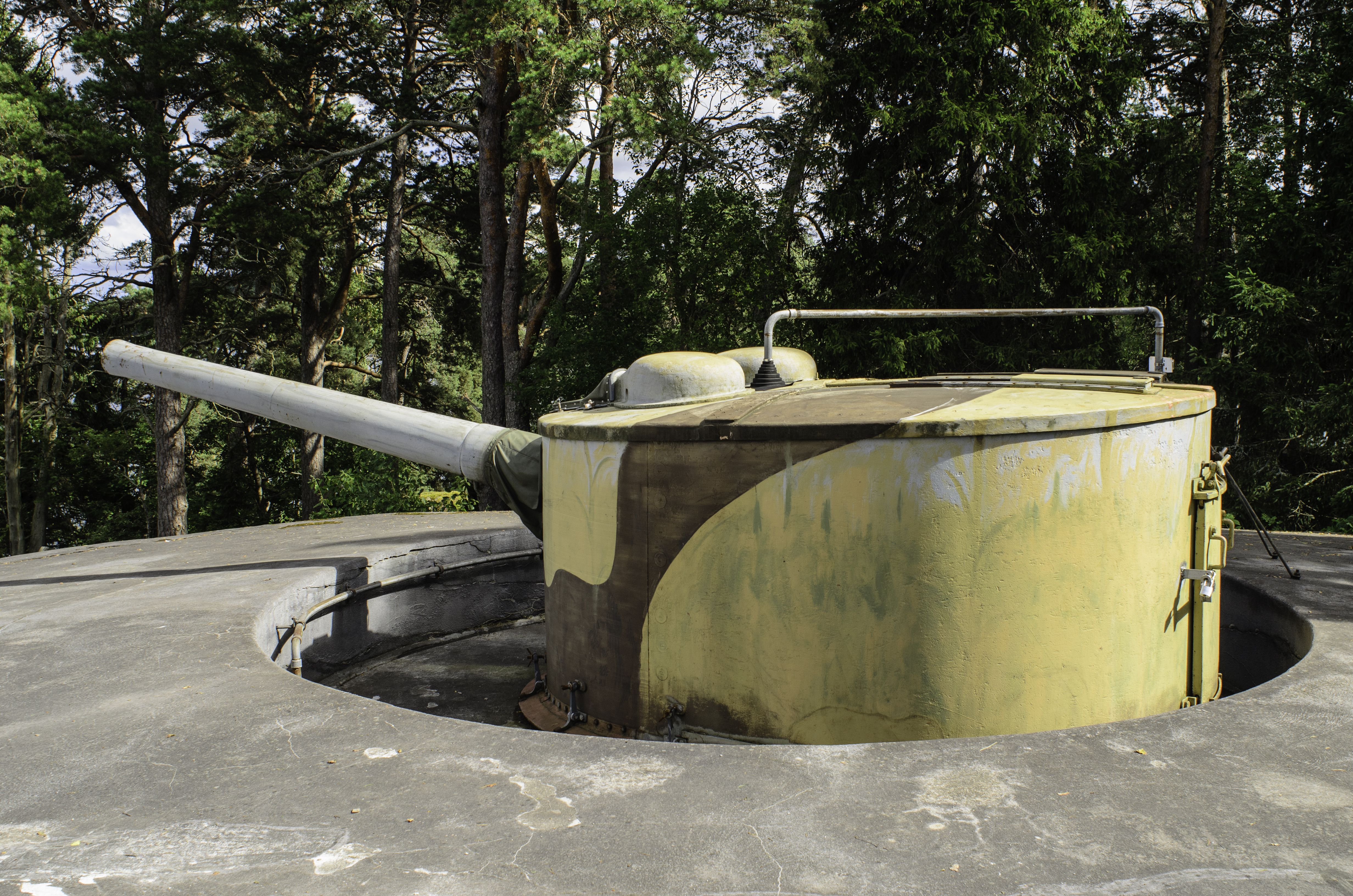
Kanon från pansarskeppet Svea.

### Interiör

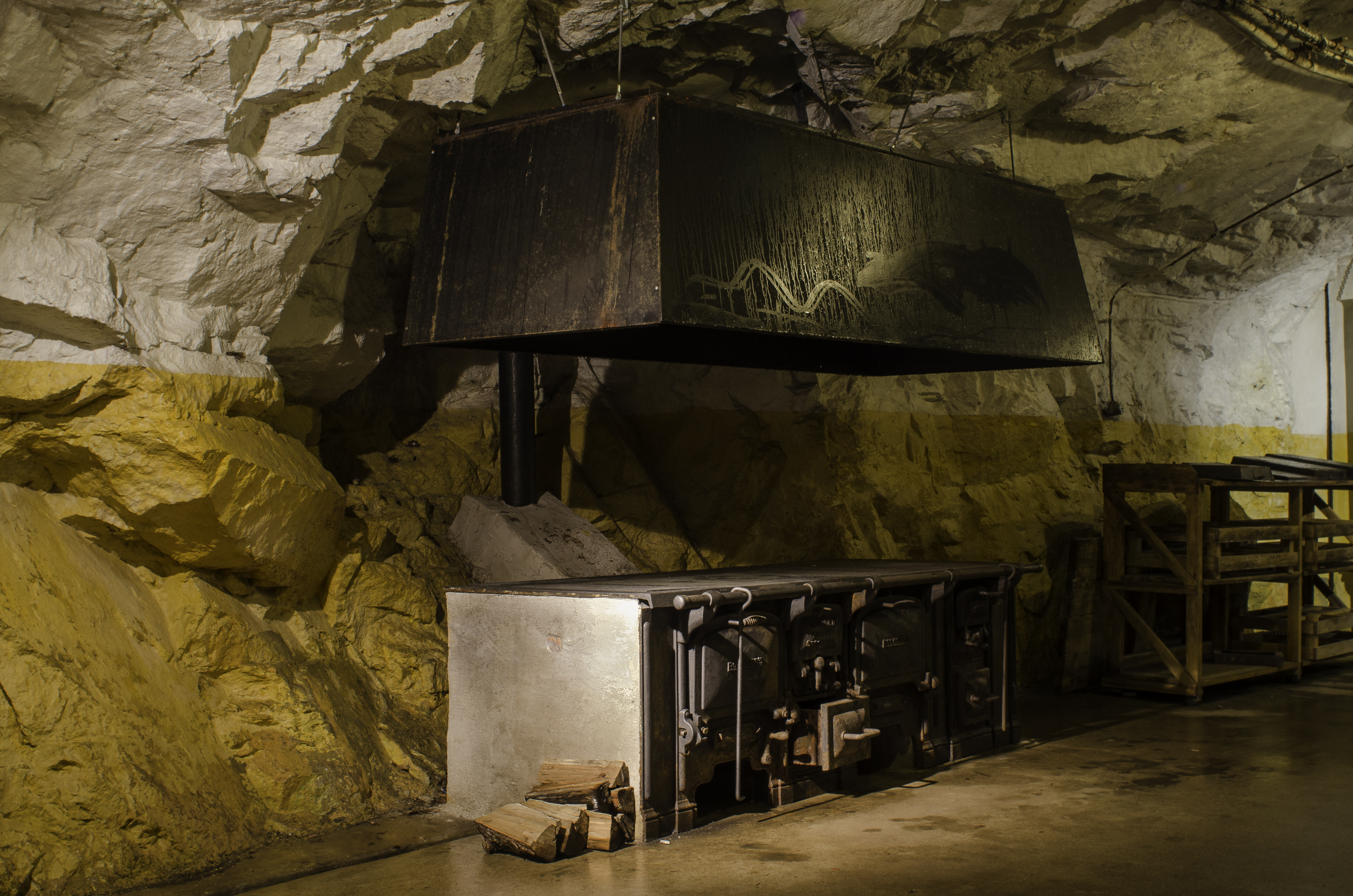
Kök.
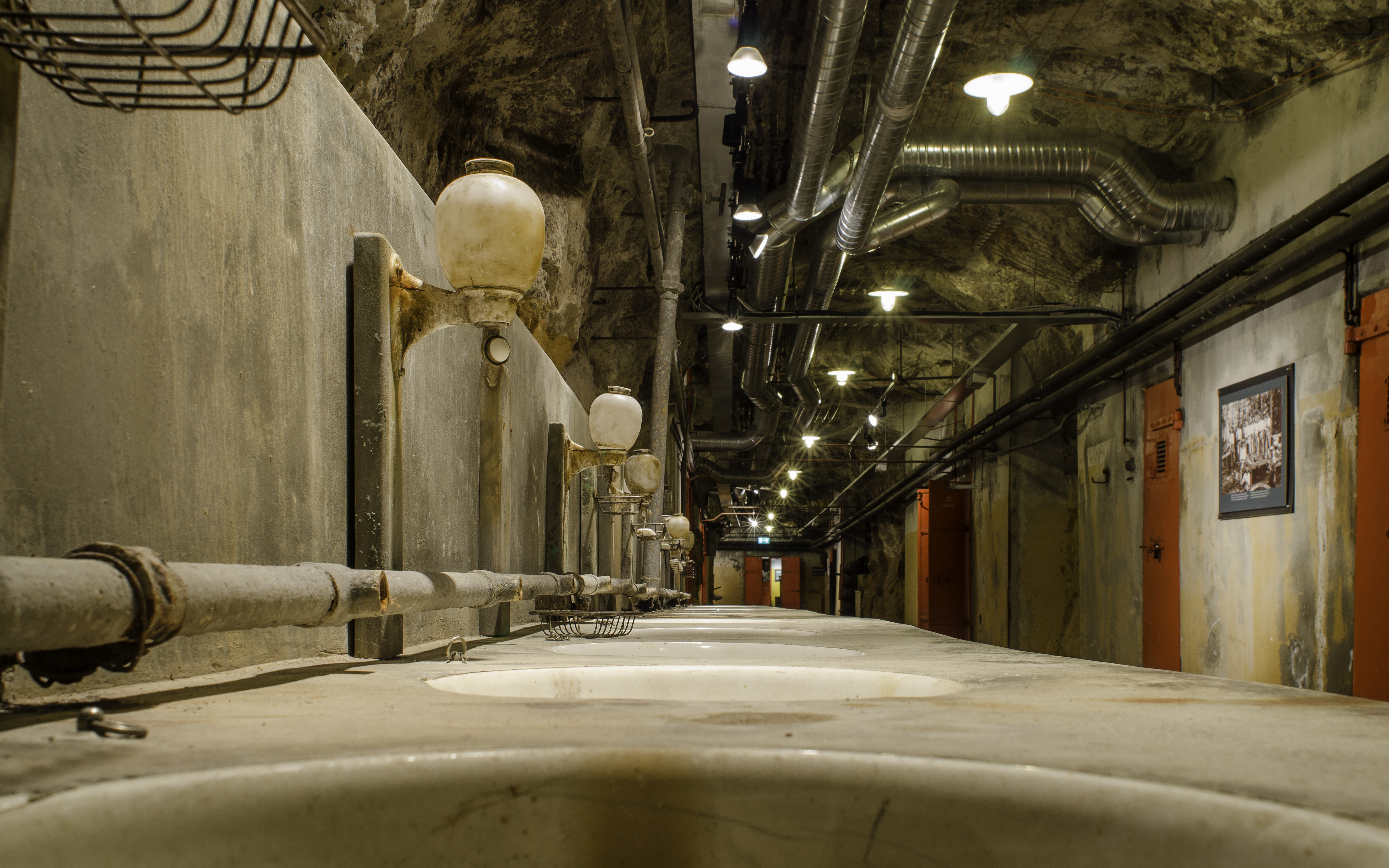
Handfat
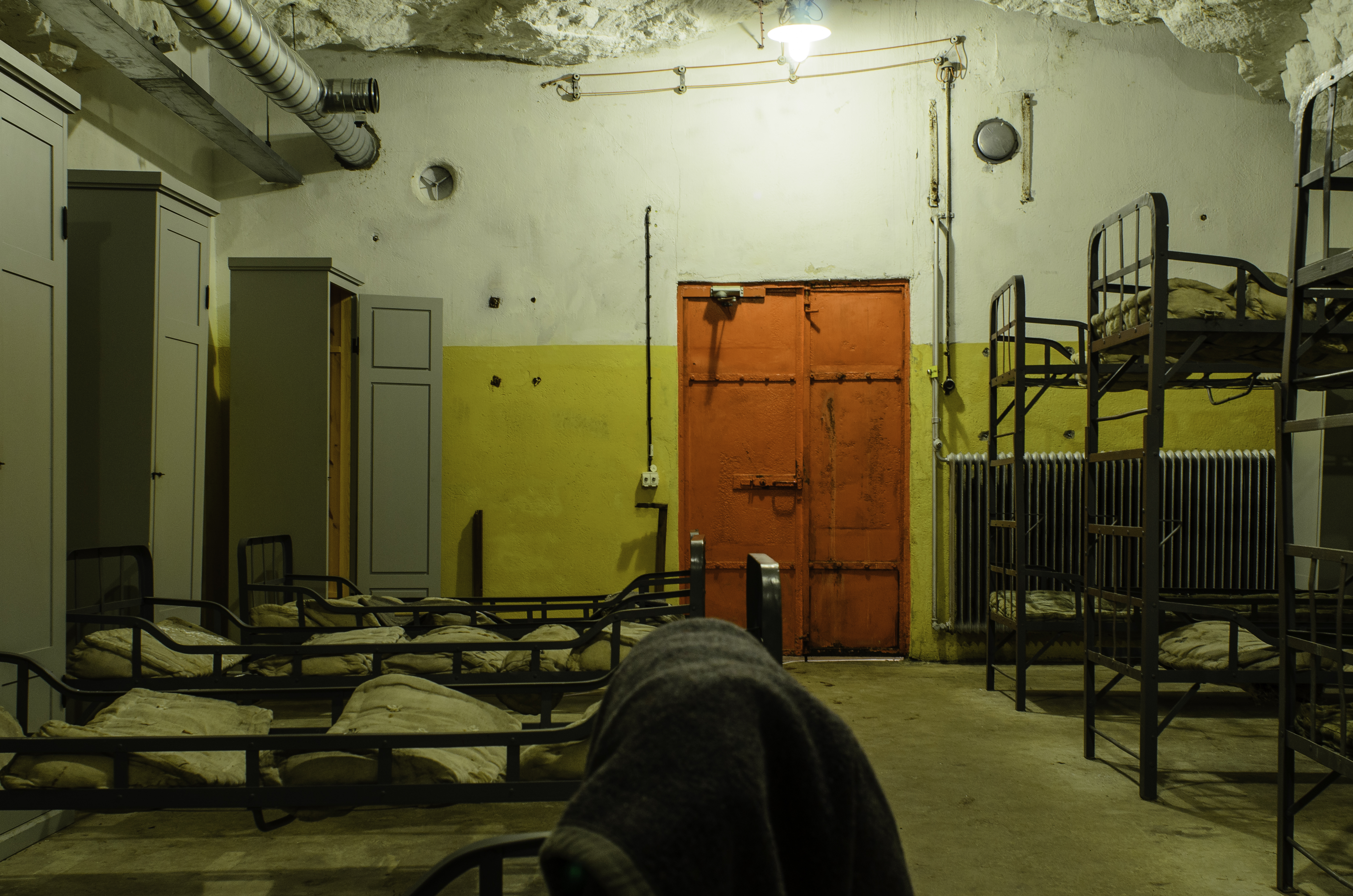
Logement.
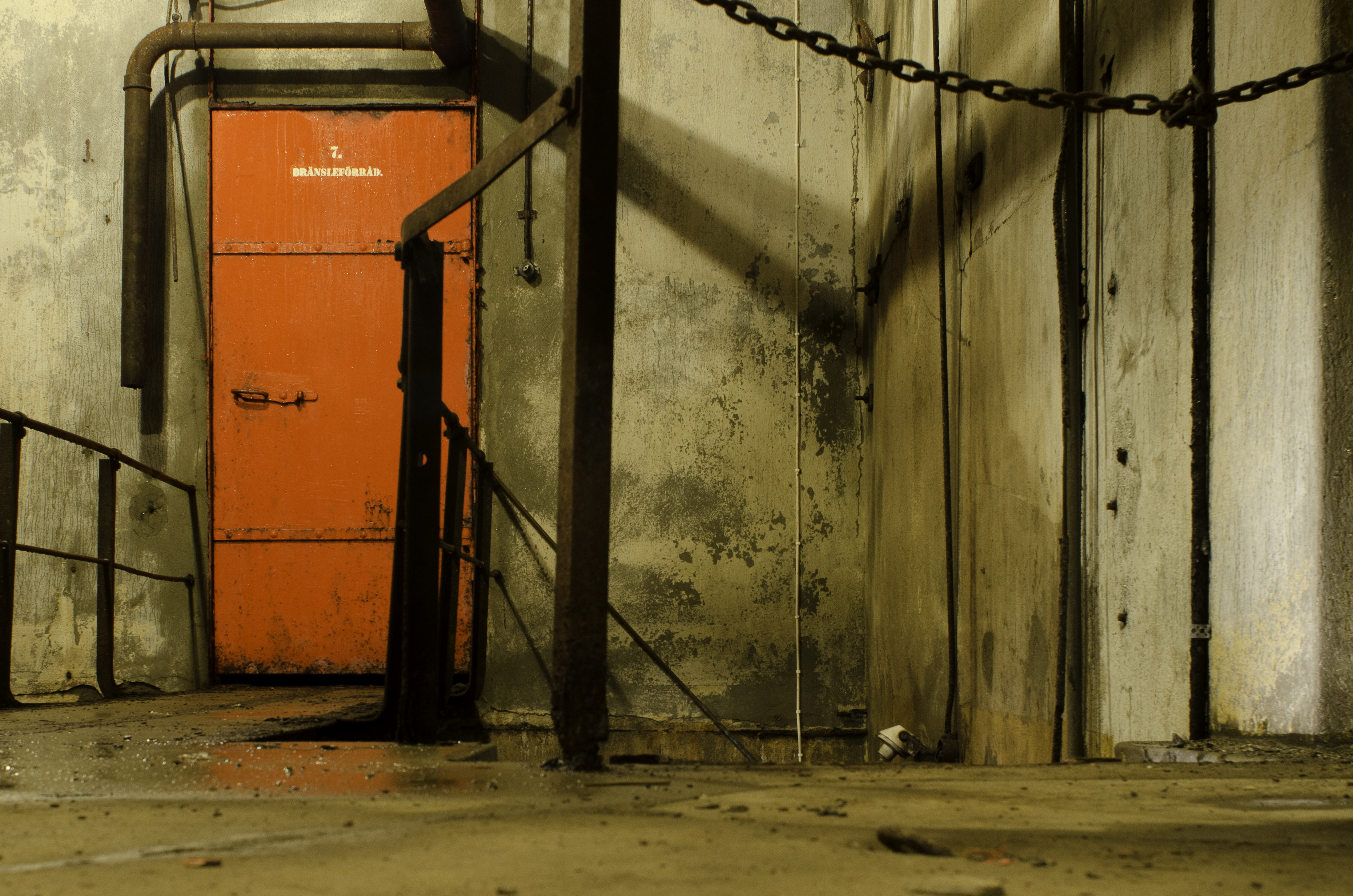
Bränsleförråd